# Razodetje (Apokalipsa)
Razodetje ali Apokalipsa je zadnja knjiga Svetega pisma Nove zaveze.
Slovenski naslov Razodetje je dobesedni prevod grškega naslova starogrško Ἀποκάλυψις [Apokálypsis], ki pomeni odstiranje, razkrivanje nečesa skrivnega.
Pisec Razodetja se predstavi kot Janez - po krščanski tradiciji je to apostol Janez Evangelist. Janez naj bi napisal Razodetje, ko je živel v izgnanstvu na otoku Patmosu. Zapisano je bilo verjetno okoli leta 95. Začne se s kratkim uvodom, ki mu sledi nagovor sedmerim Cerkvam. Glavni del knjige predstavlja opis Janezovih videnj o koncu sveta.

## Razlaga
Razodetje spada pod apokaliptično literaturo. To zelo pogosto najdemo v judovski literaturi, ki se je razširjala med Judi v času preganjanj. Za to literarno zvrst so značilna videnja, ki prihajajo od Boga in posredujejo Božje načrte. Tukaj je človek videc, ki vidi ali sliši stvari posredovane od Boga. Videc prerokb svoja videnja izrazi v besedah in simbolih, pogosto na nerazumljiv način in želi bralcu približati območje svetega in sporočila. Značilne so alegorije, skrita namigovanja in nerazumljive prispodobe. Vprašanja in odgovori apokaliptične misli se pogosto izražajo v molitveni obliki, v prošnjah in zahvalnih molitvah.
Knjiga je eshaotološko usmerjena in poudarja Božji načrt, ki se bo v prihodnosti uresničil. Vladavina zla je le začasna, ob koncu časov bo zmagala in ostala le vladavina Boga.
Sporočilo Razodetja je naznanílo prihodnjega Gospodovega prihoda, paruzije. Kristusovo kraljestvo za vidca Razodetja ni dogodek, ki bo prišel, ampak je stvarnost, ki se je že začela in mistično preobraža zgodovino. Drugi Gospodov prihod in poslednja sodba do konca uresničujeta to, kar se mistično dogaja že danes v na videz stihijskem poteku zgodovine.

## Razdelitev knjige
V splošnem je Razodetje razdeljeno na dva glavna dela: 
- preroški del, ki ga predstavljajo pisma Cerkvam (Raz 1,9-3,22)
- apokaliptični del v ožjem pomenu besede (Raz 4,1-22,5).

Novejša razdelitev Razodetja pa je sledeča:
I. Začetek knjige (Raz 1,1-20)
II. Sedem poslanic (Raz 2,1-3,22)
III. Glavni apokaliptični del: dogodki poslednjih dni dopolnitev časov(Raz 4,12-2,5)
IV. Sklep knjige (Raz 22,6-21)
Razvrstitev odstavkov:
- Uvod in pozdrav (Raz 1,1-8)
- Janezu se prikaže Kristus (Raz 1,9-20)
- Sporočilo Efezu (Raz 2,1-7)
- Sporočilo Smirni (Raz 2,8-11)
- Sporočilo Pěrgamonu (Raz 2,12-17)
- Sporočilo Tiatiri (Raz 2,18-29)
- Sporočilo Sardam (Raz 3,1-6)
- Sporočilo Filadelfiji (Raz 3,7-13)
- Sporočilo Laodikeji (Raz 3,14-22)
- Slavje v nebesih (Raz 4,1-11)
- Knjiga in Jagnje (Raz 5,1-14)
- Pečati (Raz 6,1-17)
- Sto štiriinštirideset tisoč zaznamovanih (Raz 7,1-8)
- Množice iz vseh narodov (Raz 7,9-17)
- Sedmi pečat in zlata kadilnica (Raz 8,1-5)
- Trobente (Raz 8,6-9,21)
- Angel in mali zvitek (Raz 10,1-11)
- Dve priči (Raz 11,1-14)
- Sedma trobenta (Raz 11,15-19)
- Žena in zmaj (Raz 12,1-18)
- Dve zveri (Raz 13,1-18)
- Pesem sto štiriinštiridesetih tisočev (Raz 14,1-5)
- Sporočilo treh angelov (Raz 14,6-13)
- Žetev zemlje (Raz 14,14-20)
- Angeli s poslednjimi nadlogami (Raz 15,1-8)
- Čaše Božjega srda (Raz 16,1-21)
- Vélika vlačuga in zver (Raz 17,1-18)
- Padec Babilona (Raz 18,1-19,4)
- Jagnjetova svatba (Raz 19,5-10)
- Jezdec na belem konju (Raz 19,11-21)
- Tisočletje (Raz 20,1-6)
- Satanov poraz (Raz 20,7-10)
- Sodba z velikega belega prestola (Raz 20,11-15)
- Novo nebo in nova zemlja (Raz 21,1-8)
- Novi Jeruzalem (Raz 21,9-22,5)
- Kristusov prihod (Raz 22,6-21)